# 野捕蟲堇
野捕蟲堇（學名：Pinguicula vulgaris），也稱作紫花捕蟲堇，是狸藻科多年生的食肉植物，其种加词“vulgaris”源自拉丁语“vulgar ”，意为“一般的、粗野的”。本種植株高3-16公分，頂部帶有紫色，偶爾白色，花朵約15毫米或是更大，且呈漏斗狀。本種捕蟲堇生長在潮濕環繞的環境，諸如泥塘和沼澤，在低海拔或是亞高山帶的海拔。本種具有廣泛地環北帶分布區域，原生於幾乎所有的歐洲國家、俄國、中國、加拿大以及美國。棲息在寒冷的郊區，冬季時會產生冬芽。

## 外部連結

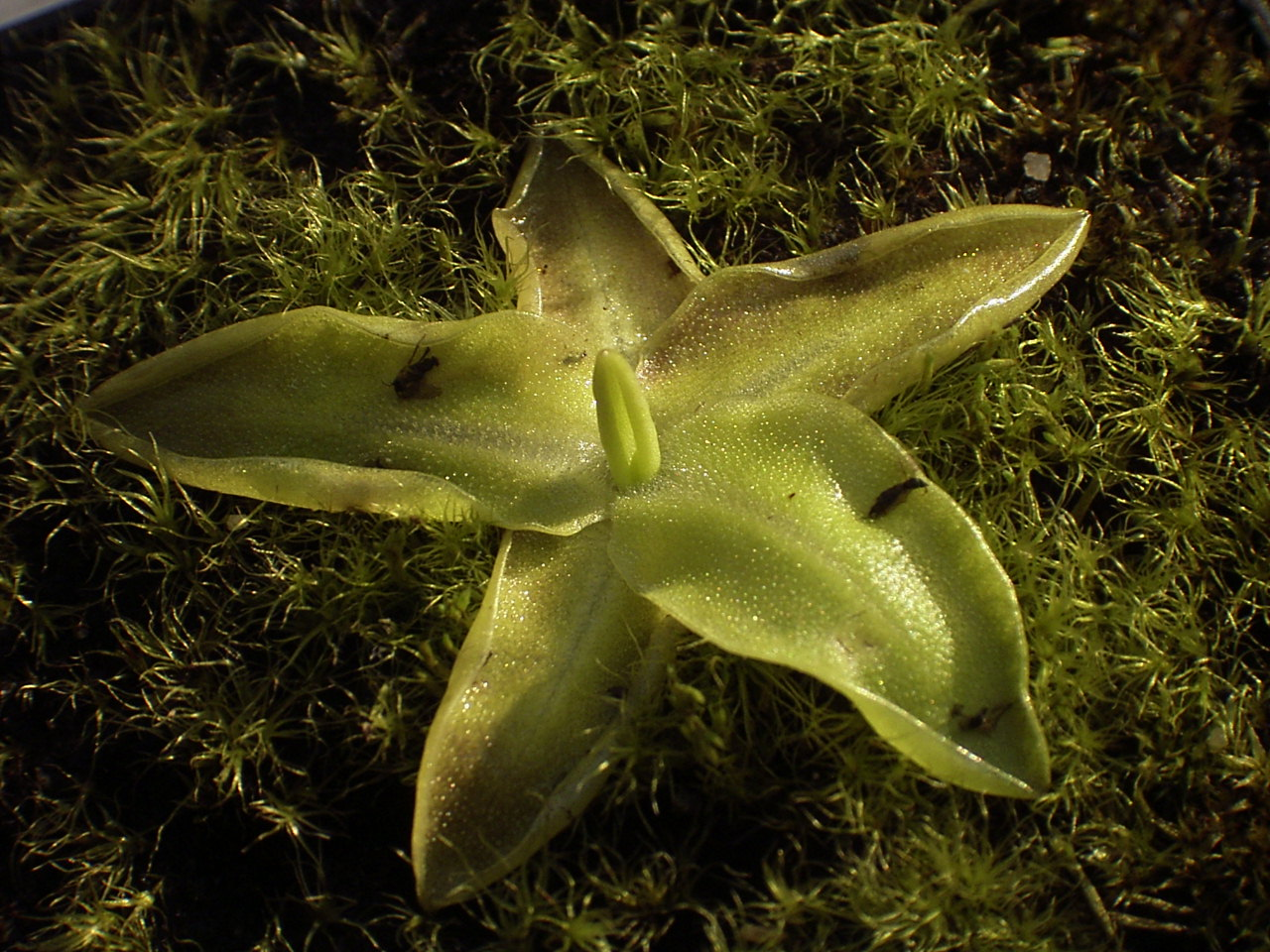
野捕蟲堇的植株

- （英文） 美國農業部網站的野捕蟲堇簡介 （页面存档备份，存于）
- （英文） 野捕蟲堇的介紹 （页面存档备份，存于）
- （英文） 野捕蟲堇的相簿